# Скворцы-аплонисы
Скворцы-аплонисы (лат. Aplonis) — род певчих птиц из семейства скворцовых (Sturnidae).

## Распространение
Чаще всего это островные виды Индонезии и Океании, хотя ареал некоторых распространяется на Малайский полуостров, южную часть Вьетнама и север Квинсленда (Австралия).
Для островных видов, имеющих ограниченные ареалы, опасность представляет вымирание из-за появления инвазивных видов млекопитающих (например, крыс).

## Описание
Типичный взрослый скворец из рода Aplonis имеет довольно равномерное оперение чёрного, коричневого или тёмно-зелёного цвета, иногда с металлическим блеском. Глазное кольцо часто окрашено контрастно. У неполовозрелых особей нескольких видов нижняя часть тела тёмная с бледными прожилками.

## Классификация
В род включают 25 видов:
- Aplonis atrifusca (Peale, 1849) — Самоанский аплонис
- Aplonis brunneicapillus (Danis, 1938) — Белоглазый аплонис
- Aplonis cantoroides (G. R. Gray, 1862) — Малый аплонис - Русское название «малый аплонис» используется для двух видов скворцов-аплонисов: Aplonis cantoroides и Aplonis minor[1].
- Aplonis cinerascens Hartlaub & Finsch, 1871 — Раротонгский аплонис, или раротонгский скворец
- Aplonis circumscripta (A. B. Meyer, 1884)
- † Aplonis corvina (Kittlitz, 1833) — Вороний аплонис, или кусаиенский скворец
- Aplonis crassa (P. L. Sclater, 1883)
- Aplonis dichroa (Tristram, 1895)
- Aplonis feadensis (E. P. Ramsay, 1882) — Атолловый аплонис
- † Aplonis fusca Gould, 1836 — Норфолкский аплонис, или норфолкский скворец
- Aplonis grandis (Salvadori, 1881) — Соломоновский аплонис
- Aplonis insularis Mayr, 1931
- Aplonis magna (Schlegel, 1871) — Длиннохвостый аплонис
- † Aplonis mavornata Buller, 1887 — Буллеров скворец
- Aplonis metallica (Temminck, 1824) — Металлический аплонис
- Aplonis minor (Bonaparte, 1850) — Малый аплонис - Русское название «малый аплонис» используется для двух видов скворцов-аплонисов: Aplonis cantoroides и Aplonis minor[1].
- Aplonis mysolensis (G. R. Gray, 1862) — Молуккский аплонис
- Aplonis mystacea (Ogilvie-Grant, 1911) — Аплонис Гранта
- Aplonis opaca (Kittlitz, 1833) — Микронезийский аплонис
- Aplonis panayensis (Scopoli, 1786) — Малайский аплонис
- Aplonis pelzelni Finsch, 1876 — Понапейский аплонис, или понапенский скворец[2]
- Aplonis santovestris Harrisson & A. J. Marshall, 1937 — Горный аплонис, или эспиритусантский скворец[2]
- Aplonis striata (J. F. Gmelin, 1788) — Полосатый аплонис
- Aplonis tabuensis (J. F. Gmelin, 1788) — Полинезийский аплонис
- Aplonis zelandica (Quoy & Gaimard, 1832) — Ржавокрылый аплонис